# Стовбир Валерій Васильовович
Валерій Васильович Стовбир (нар. 02.12.1956, с. Оболонь) — український музикант, джазовий виконавець, викладач Полтавського музичного училища, лауреат VII Всесоюзного конкурсу артистів естради, Заслужений артист України.

## Біографія
В. В. Стовбир народився в с. Оболонь на Полтавщині. Ще з дитячих і шкільних років проявляв інтерес до музики. Одним з перших учителів музики у В. Стовбира був Олексій Павлович Нога, талановитий музикант, самодіяльний композитор, член Спілки композиторів України.
Закінчив Дніпропетровський енергобудівельний технікум, під час навчання в якому організував естрадний ансамбль, познайомився з професійними музикантами. Після служби в армії працює музичним керівником у сільському дитячому садочку с. Оболонь. Потім — навчання у Полтавському музичному училищі по класу ударних інструментів. Навчався в Донецькій державній консерваторії. У Донецьку пройшов серйозну академічну і джазову школу. Грав у ансамблі «Діапазон» під керівництвом Олександра Запольського, який став лауреатом VII Всесоюзного конкурсу артистів естради, що проходив у Москві. Працював у симфонічних оркестрах, джаз-оркестрі Донецького цирку «Космос», в оркестрі театру Артема.
У 1987 році В. В. Стовбир приїздить до Полтави, працює викладачем Полтавського музичного училища. Виступає в ансамблі «Карусель» під керівництвом заслуженого діяча мистецтв України, композитора, пісняра Олексія Чухрая та в симфонічному оркестрі театру імені Гоголя під керівництвом народного артиста України Віталія Скакуна.
Керує колективом ударних інструментів «Імпульс», який є лауреатом міжнародних фестивалів-конкурсів «Золотий грифон». Цей ансамбль неодноразово з великим успіхом виступав в Україні, Німеччині, Білорусі, Польщі.
Багато колишніх учнів В. В. Стовбира після навчання працюють у відомих музичних колективах: Ярослав Задорожній у Гамбурзі, Володимир Земляний в Ізраїлі, Ярослав Рафальський в Австрії, Крістіна Ігнатенко в Китаї. Його вихованці працюють також у багатьох філармоніях, у Національному духовому і симфонічному, а також у Президентському оркестрах.

## Відзнаки
Заслужений артист України (1999).